# Arrondissement de Hambourg-Mitte
Hamburg-Mitte est un arrondissement de la ville de Hambourg, en Allemagne. C'est la partie centrale de la ville dont le territoire s'étend entre les limites ouest et est de celle-ci.

## Quartiers
L'arrondissement de Hamburg-Mitte se divise lui-même en plusieurs quartiers : Billbrook, Billstedt, Borgfelde, Finkenwerder, Hafencity, Hamburg-Altstadt, Hamm-Nord, Hamm-Mitte, Hamm-Süd, Hammerbrook, Horn, Kleiner Grasbrook, Neustadt, Neuwerk, Rothenburgsort, St. Georg, St. Pauli, Steinwerder, Veddel, Waltershof et Wilhelmsburg.

## Parcs
L'arrondissement contient plusieurs parcs : Planten un Blomen, à St.Pauli et Neustadt, Öjendorfer Park (avec l'Öjendorfer See) à Billstedt, Elbpark Entenwerder à Rothenburgsort et Hammer Park à Hamm.